# Front révolutionnaire national
Pour les articles homonymes, voir FRN.

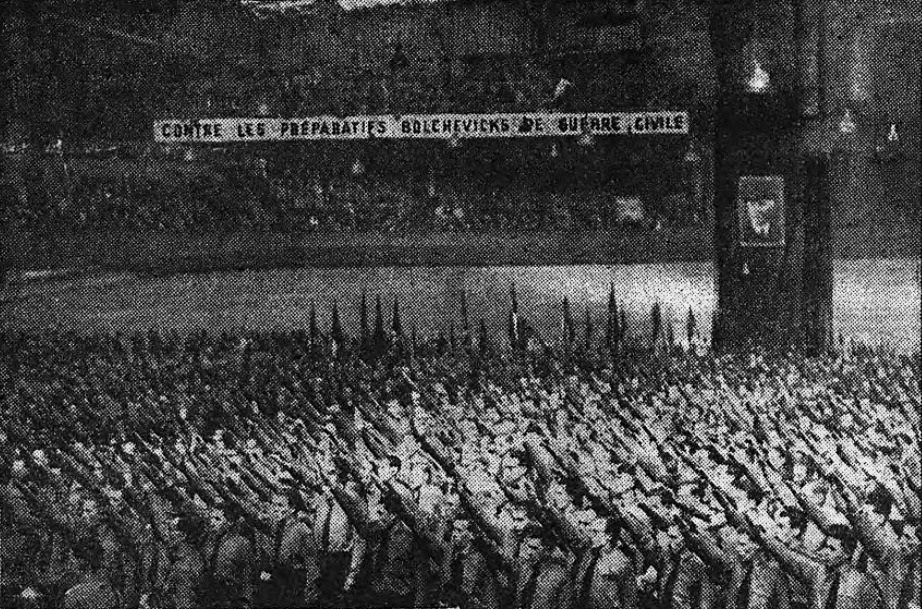
Membres de la Milice prêtant serment lors du meeting du Front révolutionnaire national au Vél'd'Hiv le 11 avril 1943.

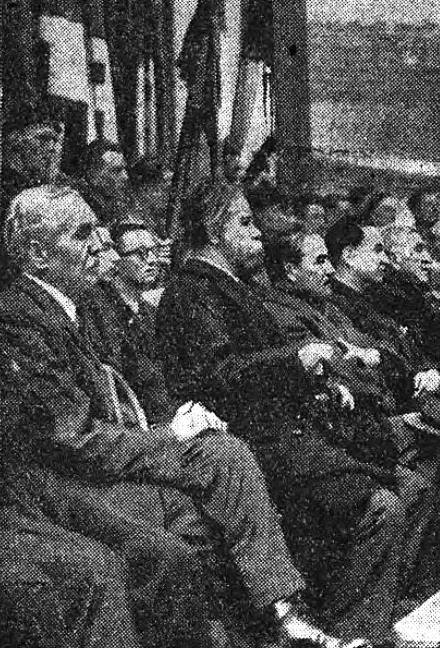
Quelques-unes des personnalités présentes au meeting du 11 avril 1943. De gauche à droite : Georges Claude, Alphonse de Châteaubriant, Marcel Déat, Marcel Bucard et Paul Chack.

Le Front révolutionnaire national (FRN) était un groupement de formations politiques françaises favorables au collaborationnisme sous l'Occupation. 

## Histoire
Il fut lancé au cours d'une réunion publique le 28 février 1943 à la salle Pleyel.
Très déçu ne pas accéder au gouvernement de Vichy dans le sillage du retour au pouvoir de Pierre Laval en avril 1942 ou de l’occupation de la zone sud en novembre 1942 (opération Anton), Marcel Déat consacra l’année 1943 à tenter de réaliser un parti unique de la collaboration qui lui permettrait de s’imposer. 
À la suite des rencontres en novembre 1942 entre les chefs du RNP (Déat, Albertini) et du MSR (Georges Soulès), qui s’étaient connus à la SFIO, le RNP lança le Front révolutionnaire national. Celui-ci parvint à rassembler les principaux partis collaborationnistes, hormis le PPF de Jacques Doriot : RNP, MSR, Front social du travail, Parti franciste, Groupe Collaboration, Jeunes de l’Europe nouvelle et Comité d’action antibolchévique. 
Ce groupement avait été imaginé par l'ambassade d'Allemagne pour mettre sous contrôle et noyer le PPF. Le PPF refusa la manœuvre, mais Déat réussit à débaucher un de ses dirigeants, Jean Fossati (secrétaire du PPF), et nomme à la tête du FRN le seul chef du RNP issu du PPF : Henri Barbé. 
Il bénéficia de l'appui de Pierre Laval, qui cherchait des soutiens parmi les collaborationnistes.
Cette alliance se traduisit par une réunion publique au Vel' d'Hiv mais fut sans lendemain.